# رودک (جانور)
رودک (نام علمی: Meles meles) نوعی گورکن های بومی آسیا و اروپا است.
گورکن (رودک)، پستانداری اجتماعی است که از طیف گسترده‌ای از مواد غذایی گیاهی و جانوری تغذیه می‌کند.

## ویژگی‌ها
جثهٔ این جانور به اندازه یک سگِ متوسط است، دست و پای آن کوتاه، ناخن‌هایش بسیار بلند، به گونه‌ای که با پنجه‌ها و آرواره‌های بسیار نیرومندی دارد که هر دشمن طبیعی را از رویارویی با خود دچار تردید جدی می‌کند، دمی کوتاه و کلفت، رنگ پشت خاکستری و زیر شکم و پاها تیره‌تر است. بر روی سر نوارهای پهن سیاه و سفید دارد. نوار سیاه که از پوزه شروع می‌شود تا گوش‌ها ادامه داشته و چشم‌ها را می‌پوشاند، نوار سفید چسبیده به نوار سیاه است. در رودک استخوان فک پایین از جمجمه جدا نمی‌شود.
اندازه‌ها: طول سر و تنه ۵۶ تا ۹۰ سانتی‌متر، دم ۱۱ تا ۲۰ سانتی‌متر، ارتفاع ۳۰ سانتی‌متر، وزن ۱۰ تا ۱۶ کیلوگرم، در فصل پاییز ۳۰ تا ۳۴ کیلوگرم

## نحوه زندگی

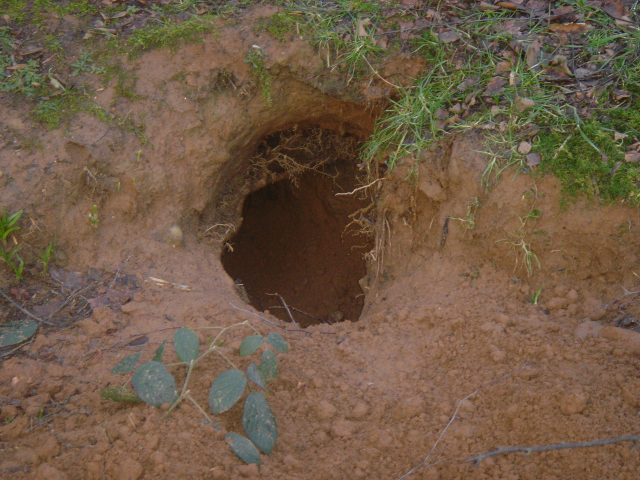
یک نمونه خانه رودک در زیر زمین

گورکن‌ها عموماً جانورانی خجالتی و شبگرد بوده و روز را در لانه‌های زیرزمینی می‌گذرانند و شب‌ها برای شکار و تغذیه بیرون می‌روند. گورکن‌ها هم انفرادی و هم گروهی زندگی می‌کنند. رودک‌ها مانند سایر انواع گورکن‌ها مهارت زیادی در حفر کردن زمین دارند و با استفاده از چنگال‌های دراز پاهای جلوی خود، زمین را می‌کنند تا غذا به دست آورند یا نقب بزنند. گورکن‌ها به‌طور کلی جانورانی بی‌آزارند و با وجود دندان‌های قوی بیشتر از طعمه‌های کوچک و گیاهان تغذیه می‌کنند. بینایی آن‌ها ضعیف است، ولی حس بویایی و شنوایی بسیار بالایی دارند.

## زیستگاه
زیستگاه این جانور دارای پراکندگی فراوانی است و در سطح جهانی، قاره‌های اروپا، آسیا و آفریقا را دربرمی‌گیرد. مناطق جنگلی و استپی با خاک‌های نرم بهترین محیط برای زندگی رودک است.
محیط زیست این پستاندار در ایران از مناطق شمال غربی خراسان تا غرب گیلان،منطقه محافظت شده سهرین در زنجان، سمنان، تهران، آذربایجان، کردستان، لرستان و فارس پراکنده‌است. همچنین یکی از جانوران منطقه حفاظت‌شدهٔ هفتاد قله اراک و منطقه حفاظت‌شده پلنگ‌درۀ قم نیز رودک است.